# Constantin Henriquez
Constantin Henriquez (* 1880 in Port-de-Paix; † 1. Februar 1942 in Port-au-Prince) war ein haitianischer Rugbyspieler, der als Nummer 8 zum Einsatz kam und mit der Union des sociétés françaises de sports athlétiques (USFSA) bei den Olympischen Sommerspielen 1900 Olympiasieger wurde. Er ist nicht identisch mit Francisco Henríquez de Zubiría (1869–1933), der aus Kolumbien stammte und 1900 olympisches Silber im Tauziehen gewann.

## Leben und Karriere
Henriquez stammte aus Haiti und war sephardischen Ursprungs. Er studierte Medizin in der französischen Hauptstadt Paris. 1895 wurde Henriquez mit Olympique de Paris und 1899 mit Stade Français französischer Vizemeister im Rugby, zwei Jahre später gewann er mit Stade Français schließlich die französische Meisterschaft. An den Olympischen Sommerspielen 1900 in Paris nahm der Haitianer mit der französischen Sportvereinigung U.S.F.S.A. teil und gewann die Goldmedaille. Er gilt als erster dunkelhäutiger Olympiasieger der Geschichte und gemeinsam mit den Fechtern André Corvington und Léon Thiércelin als erster Teilnehmer in der olympischen Geschichte Haitis.
Constantin Henriquez Bruder Alphonse Henriquez war Rechtsanwalt, Journalist, Senator und Mitglied der verfassungsgebenden Nationalversammlung Haitis im Jahr 1946.